# 1863年鐵路
此條目列出1863年發生有關鐵路運輸的事件。

## 事件

### 1月
- 1月8日：中央太平洋鐵路（英语：Central Pacific Railroad）的第一條橫貫大陸鐵路在薩克拉門托動工。
- 1月10日：倫敦大都會鐵路通車，成為全世界第一條地下鐵路。

### 2月
- 2月20日：倫敦氣動派送公司（英语：London Pneumatic Despatch Company）的氣動管空氣動力鐵路通車，將尤斯頓車站與郵政有限公司（英语：Post Office Ltd）倫敦西北區分發點連接起來，以便運作包裹。

### 3月
- 3月2日：克拉珀姆交匯站啟用。

### 5月
- 5月14日：大印度半島鐵路（英语：Great Indian Peninsula Railway）來往孟買至浦那的鐵路通車，採用折返式路線。